# Vickers F.B.19
Die Vickers F.B.19 (F.B.="Fighting Biplane") war ein Kampfflugzeug des Ersten Weltkriegs, gebaut von der Luftfahrtabteilung des britischen Maschinenbau- und Rüstungskonzerns Vickers.

## Entwicklung
Die Konstrukteure G. H. Challenger und Harold Barnwell entwickelten die F.B.19 aus den 1915 vorgestellten Vorläufern Barnwell Bullet, Vickers E.S.1 and E.S.2.
Das diesen Vorgängern sehr ähnliche Flugzeug erschien ein Jahr später als einsitziger, einmotoriger Doppeldecker mit einstieligen, ungestaffelten Tragflächen gleicher Spannweite. Sein gedrungener Rumpf war trotz des relativ langen Bugs kürzer als der der britischen Sopwith Pup oder der französischen Nieuport 17 und gab ihr ein eher bulliges und plumpes Aussehen. Die Bewaffnung bestand aus einem einzelnen 7,7 mm (0,303 in.) Vickers-Maschinengewehr, welches an der linken Bugseite eingelassen war, um es direkt mit dem Synchronisationsgetriebe zu koppeln, und das durch ein Loch in der Motorenverkleidung feuerte. Als Antrieb diente ein 9-Zylinder-Umlaufmotor Gnome Monosoupape mit 74 kW (100 PS).

## Produktion
Die Erprobung der beiden Prototypen A1968 und A1969 fand im August 1916 statt. Obwohl bereits zu diesem Zeitpunkt die Überlegenheit der britischen Sopwith Pup feststand wurden ab November 1916 die ersten von insgesamt 65 Serienflugzeugen vom Vickers-Werk in Weybridge ausgeliefert. Standardmäßig wurden diese mit dem 100 PS Gnome Monosoupape- oder dem 110 PS Clerget 9Z-Motor versehen. Harold Barnwell erprobte am 11. November 1916 ebenfalls ein Flugzeug mit 110 PS Le-Rhône-Motor, welcher später in der Serienfertigung ebenfalls Verwendung fand.

## Einsatz
Sechs F.B.19 der ersten Produktionsserie gelangten 1916 zur Fronterprobung durch das Royal Flying Corps zur No. 11 Squadron nach Frankreich, ein Prototyp wurde am 2. August 1916 zur Erprobung nach Russland verschifft.
Rasch zeigte sich, dass der im Fliegerjargon auch als "Vickers Bullet" bezeichnete Typ den steigenden Anforderungen der Luftkämpfe der Westfront nicht gewachsen war. Auf Kritik stieß unter anderem seine zu schwache Motorisierung, die begrenzte Sicht aus dem Cockpit und das im Gefecht außerhalb des Zugriffs durch den Piloten montierte MG. Die schlechte Bewertung durch die Truppe führte dazu, dass die F.B.19 für den Einsatz an der Westfront gesperrt wurde.
Die verfügbaren Maschinen wurden an Nebenkriegsschauplätze abgeschoben, wo sie meist zum Begleitschutz von Bomben- oder Aufklärungsflugzeugen anderer Typen zum Einsatz kamen.  So gelangte im Mai 1917 eine zur No. 14 Squadron im Mittleren Osten, eine weitere im Juni an die No. 47 Squadron des R.F.C. nach Makedonien und eine dritte zur No. 30 Squadron nach Mesopotamien.  Die in Palästina eingesetzte No.  111. Squadron, R.F.C. hatte im Oktober 1917 fünf in ihrem Bestand. Auch dort zeigte sich, dass sie den Frontanforderungen nicht gewachsen waren. Brigadegeneral Sefton Branker, Kommandeur der Middle East Brigade des R.F.C., schrieb bei zur Kommandoübernahme im November 1917: „Die Bristol Eindecker und die Vickers Bullets eignen sich allenfalls, um die Huns zu erschrecken; sobald sie beginnen zu manövrieren verlieren sie den Anschluss an den Feind.“ Die meisten Flugzeuge verblieben als Schulflugzeuge in England, sechs gingen als Nachtjäger in den Heimatschutz, von denen zwei von der in Biggin Hill südlich von London stationierten No. 141 Squadron eingesetzt wurden.
Während die britischen Streitkräfte das wenig beliebte Flugzeug noch 1917 ausmusterten, fand die zur Erprobung nach Russland versandte F.B.19 deutlichen Zuspruch. Die „Vickers Bullet“ wurde in Petrograd, Moskau, Kiew und Tiflis vorgeführt. Unter anderem sprach sich der erfolgreiche Kampfflieger Stabshauptmann Jewgraf Nikolajewitsch Kruten  für die F.B.19 aus. Nach russischen Angaben soll das dort mit dem stärkeren 130 PS starken Clerget-Motor ausgerüstete Flugzeug eine Spitzengeschwindigkeit von bis zu 200 km/h erreicht und sich damit die schwächeren Typen SPAD S.VII und Sikorsky S-20 geschlagen haben. Die russischen Militärbehörden orderten daher 50 Flugzeuge plus Ersatzteile im Gesamtwert von 44.000 £, welche bis Ende 1916 geliefert wurden. Tatsächlich aber dürften die russischen Luftstreitkräfte nur etwa 20–30 Flugzeuge erhalten haben, denn ein Teil der an Russland gelieferten F.B.19 wurde nicht montiert, sondern lagerte in Kisten verpackt im Hafen von Archangelsk, wo sie von britischen Marinesoldaten nach Anlanden der Alliierten in im Sommer 1918 vorgefunden und zerstört wurden. Die einsatzfähigen F.B.19 dagegen waren mit verschiedenen Motortypen ausgerüstet worden; einige wurden als unbewaffnete Schulflugzeuge verwendet, mindestens vier aber gelangten noch an die Front, wo Stabsfeldwebel (Praporschik) Grigori Eduardowitsch Suk mit seiner russischen F.B.19 zwei Luftsiege erzielte.
Im Zuge der Oktoberrevolution verbliebene F.B.19 kamen noch während des Russischen Bürgerkriegs auf Seiten der Bolschewiki und der Ukrainer zum Einsatz. Die letzten Exemplare blieben bis 1924 bei der Roten Armee im Dienst.

## Varianten
- F.B.19 Mk.I: Kampfeinsitzer mit 100 PS (75 kW) Gnome Monosoupape Umlaufmotor. 50 gebaut.
- F.B.19 Mk.II: Kampfeinsitzer mit 110 PS (82 kW) Clerget 9Z oder Le-Rhône 9J Umlaufmotor.[7] Die zwölf Flugzeuge mit den Nummern A5225-A5236[10] wurden mit dem stärkerem 110 PS Le-Rhône- oder Clerget-Motoren und zur besseren Sicht aus dem Cockpit deutlich gestaffelten Tragflächen versehen und als Variante F.B.19 Mk.II bezeichnet. Zur Verbesserung der Sicht diente auch ein großer, rechteckiger Fensterausschnitt zwischen den oberen Tragflächen, außerdem wurde hinter dem Cockpit eine aerodynamisch verkleidete Kopfstütze angebracht.

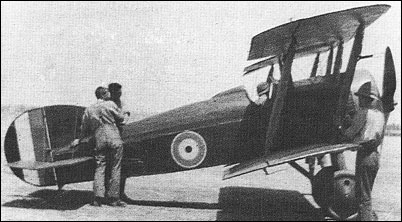

Vickers F.B.19 Mk.II. Deutlich erkennbar sind die gestaffelten Tragflächen und die Kopfstütze hinter dem Pilotensitz

## Militärische Nutzung
Vereinigtes Königreich
- Royal Flying Corps / Royal Naval Air Service

 Russland /  Russische Republik /  Sowjetrussland
- Kaiserlich Russische Luftstreitkräfte / Kaiserlich Russische Marine

 Ukrainische Volksrepublik
- Ukrainische Luftstreitkräfte

## Vickers F.B.19 im Leistungsvergleich
| Name             | Motorstärke | max. Geschwindigkeit | Startmasse | MG | Gipfelhöhe |
| ---------------- | ----------- | -------------------- | ---------- | -- | ---------- |
| Vickers F.B.19   | 100 PS      | 164 km/h             | 674 kg     | 1  | 5300 m     |
| Sopwith Pup      | 100 PS      | 171 km/h             | 556 kg     | 1  | 5600 m     |
| Nieuport 17      | 110 PS      | 170 km/h             | 560 kg     | 1  | 5350 m     |
| Halberstadt D.II | 120 PS      | 150 km/h             | 750 kg     | 1  | 4500 m     |
| Albatros D.I     | 160 PS      | 175 km/h             | 898 kg     | 2  | 6000 m     |

## Technische Daten

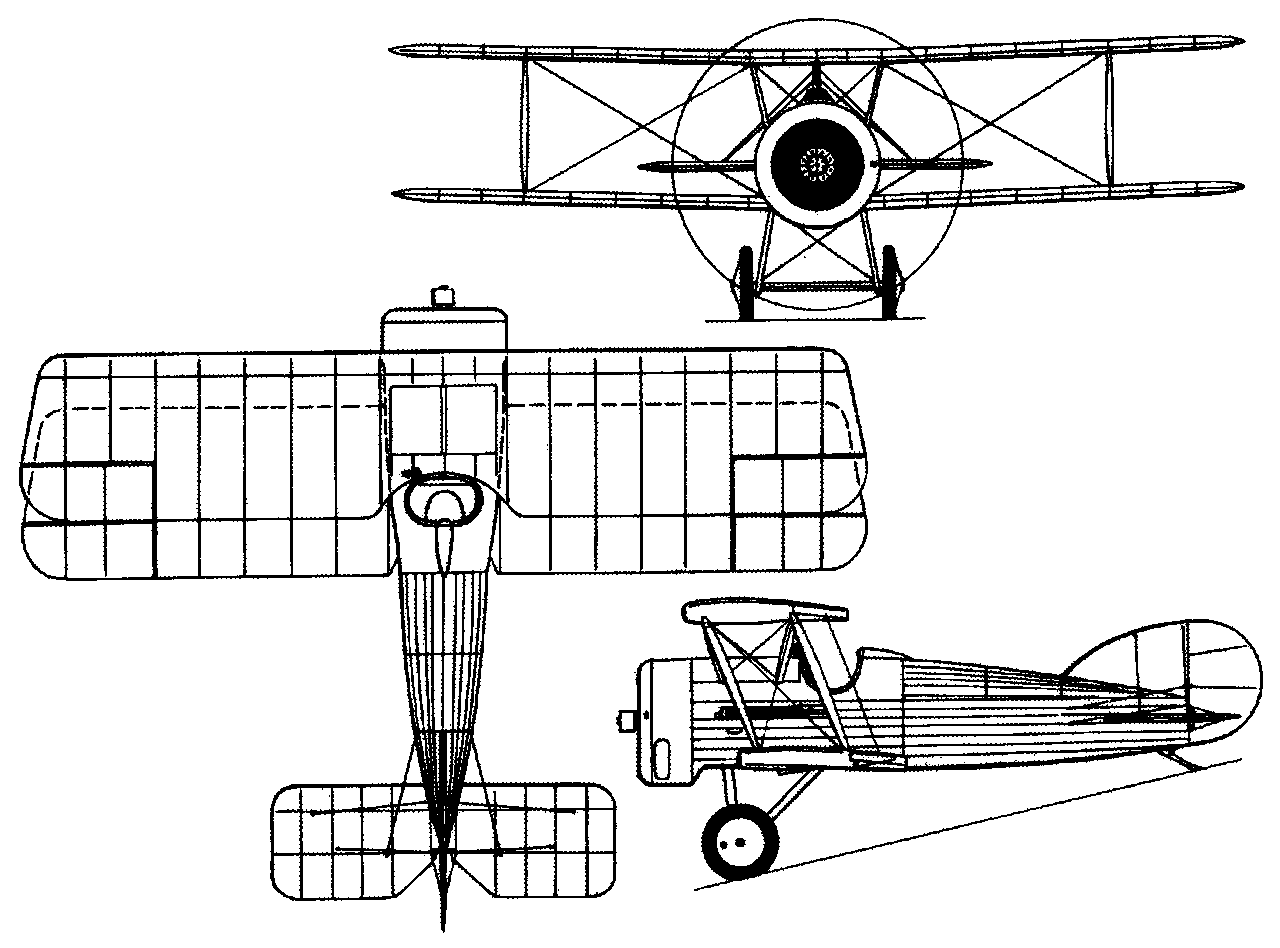
Dreiseitenansicht

| Kenngröße                            | Gnome          | Clerget        | Le-Rhône       |
| ------------------------------------ | -------------- | -------------- | -------------- |
| Länge                                | 5,54 m         | 5,54 m         | 5,54 m         |
| Höhe                                 | 2,51 m         | 2,51 m         | 2,51 m         |
| Flügelspannweite                     | 7,32 m         | 7,32 m         | 7,32 m         |
| Tragflügelfläche                     | 20,00 m²       | 20,00 m²       | 20,00 m²       |
| Antrieb                              | 74 kW (100 PS) | 82 kW (110 PS) | 82 kW (110 PS) |
| Höchstgeschwindigkeit in 3000 m Höhe | 164 km/h       | 158 km/h       | 145 km/h       |
| Steigt auf 3000 m Höhe in            | 14 min         | 14 min 30 sec  | 14 min 45 sec  |
| Dienstgipfelhöhe                     | 5300 m         | 4900 m         | 5200 m         |
| Flugdauer                            | 2:45 h         | 3 h            | 3:30 h         |
| Besatzung                            | 1 Pilot        | 1 Pilot        | 1 Pilot        |
| Leermasse                            | 408 kg         | 404 kg         | 405 kg         |
| max. Startmasse                      | 674 kg         | 669 kg         | 670 kg         |
| Bewaffnung                           | 1 MG           | 1 MG           | 1 MG           |